# Hypoponera stoica
Hypoponera stoica is een mierensoort uit de onderfamilie van de Ponerinae. De wetenschappelijke naam van de soort is voor het eerst geldig gepubliceerd in 1912 door Santschi.